# Чемпионат Чехословакии по хоккею с шайбой
Чемпионат Чехословакии по хоккею с шайбой — сильнейшая чехословацкая хоккейная лига. Образовалась в 1929 году. В сезоне 1935/36 не проводилась, т.к. из-за реорганизации была сыграна квалификация к новообразованной лиге. В 1939 году из-за начала Второй мировой войны чемпионат не был доигран, титул был присуждён клубу ЛТЦ Прага. С 1939 по 1944 год проводился чемпионат Протектората Богемии и Моравии. Сезон 1944/45 был отменён из-за войны. В связи с разделом Чехословакии с 1993 года чемпионат Чехословакии заменили Чешская и Словацкая экстралиги.

## Формат
В первых сезонах (1929—35 гг) не было чёткой системы чемпионата. Победитель определялся в турнире, куда выходили победили разных краёв и областей, зачастую финальный турнир ограничивался одной финальной игрой. В 1936 году чемпионат был реорганизован: появилось определённое количество команд-участниц (8). Чемпион определялся по результатам 1-кругового турнира. Первый послевоенный чемпионат прошёл уже по другой формуле. Число участников было увеличено до 12: проводился 1-круговой турнир в 2-х группах по 6 команд, победители групп в финале разыгрывали чемпионский титул. С 1949 года количество участников снова уменьшилось до 8-ми, но игр стало больше: чемпион определялся по итогам 2-кругового турнира. С 1951 года количество участников и формула турнира менялись ежегодно. В 1956 году клубы перестали делиться на группы и вновь стала действовать 2-круговая система. В 1960 году был введён 2-й этап, согласно которому 12 команд после 2-кругового турнира делились на 2 группы (с 1 по 6 место и с 7 по 12), в которых также игралось еще по 10 игр (в 2 круга). В 1965 году количество команд-участниц было вновь уменьшено, на сей раз до 10-ти, чемпионат стал проводиться в 4 круга (по 36 матчей). В сезоне 1972/73 впервые в истории чемпион определялся по итогам плей-офф (до 4 побед). Но уже в следующем сезоне было решено вернуться к круговой системе (12 команд играли в 4 круга). Эта формула просуществовала до 1985 года. Начиная с сезона 1985/86 чемпионом становился победитель плей-офф (8 лучших команд играли до 3-х побед).

## Чемпионы
| - 1930 ЛТЦ Прага - 1931 ЛТЦ Прага - 1932 ЛТЦ Прага - 1933 ЛТЦ Прага - 1934 ЛТЦ Прага - 1935 ЛТЦ Прага - 1937 ЛТЦ Прага - 1938 ЛТЦ Прага - 1939 ЛТЦ Прага - 1946 ЛТЦ Прага - 1947 ЛТЦ Прага - 1948 ЛТЦ Прага - 1949 ЛТЦ Прага - 1950 АТК Прага - 1951 Ческе-Будеёвице - 1952 Витковице - 1953 Спартак-Соколово Прага - 1954 Спартак-Соколово Прага - 1955 Руда гвезда Брно | - 1956 Руда гвезда Брно - 1957 Руда гвезда Брно - 1958 Руда гвезда Брно - 1959 Польди Кладно - 1960 Руда гвезда Брно - 1961 Руда гвезда Брно - 1962 Руда гвезда Брно - 1963 ЗКЛ Брно - 1964 ЗКЛ Брно - 1965 ЗКЛ Брно - 1966 ЗКЛ Брно - 1967 Дукла Йиглава - 1968 Дукла Йиглава - 1969 Дукла Йиглава - 1970 Дукла Йиглава - 1971 Дукла Йиглава - 1972 Дукла Йиглава - 1973 Тесла Пардубице - 1974 Дукла Йиглава | - 1975 Польди Кладно - 1976 Польди Кладно - 1977 Польди Кладно - 1978 Польди Кладно - 1979 Слован Братислава - 1980 Польди Кладно - 1981 Витковице - 1982 Дукла Йиглава - 1983 Дукла Йиглава - 1984 Дукла Йиглава - 1985 Дукла Йиглава - 1986 ВСЖ Кошице - 1987 Тесла Пардубице - 1988 ВСЖ Кошице - 1989 Тесла Пардубице - 1990 Спарта Прага - 1991 Дукла Йиглава - 1992 Дукла Тренчин - 1993 Спарта Прага |

## Лучшие бомбардиры
Впервые лучший бомбардир стал определяться по системе гол+пас начиная с сезона 1961/62

| - 1962 Йозеф Голонка (Слован Братислава) - 50 очков (32+18) - 1963 Иржи Долана (Тесла Пардубице) - 43 очка (27+16) - 1964 Йозеф Черны (ЗКЛ Брно) - 64 очка (45+19) - 1965 Ян Клапач (Дукла Йиглава) - 40 очков (32+8) - 1966 Ярослав Холик (Дукла Йиглава) - 69 очков (29+40) - 1967 Вацлав Недомански (Слован Братислава) - 60 очков (40+20) - 1968 Ян Гавел (Спарта Прага) - 54 очка (39+15) - 1969 Ян Сухи (Дукла Йиглава) - 56 очков (30+26) - 1970 Иржи Кохта (Спарта Прага) - 54 очка (25+27) - 1971 Вацлав Недомански (Слован Братислава) - 56 очков (38+18) - 1972 Вацлав Недомански (Слован Братислава) - 56 очков (35+21) - 1973 Милан Новы (Дукла Йиглава) - 56 очков (39+17) - 1974 Вацлав Недомански (Слован Братислава) - 74 очка (46+28) - 1975 Иван Глинка (Литвинов) - 78 очков (36+42) - 1976 Милан Новы (Польди Кладно) - 57 очков (32+25) - 1977 Милан Новы (Польди Кладно) - 89 очков (59+30) | - 1978 Милан Новы (Польди Кладно) - 75 очков (40+35) - 1979 Мариан Штястны (Слован Братислава) - 74 очка (39+35) - 1980 Винцент Лукач (ВСЖ Кошице) - 67 очков (43+24) - 1981 Милан Новы (Польди Кладно) - 71 очко (32+39) - 1982 Милан Новы (Польди Кладно) - 67 очков (29+38) - 1983 Винцент Лукач (ВСЖ Кошице) - 68 очков (49+19) - 1984 Владимир Ружичка (Литвинов) - 54 очка (31+23) - 1985 Мирослав Игначак (ВСЖ Кошице) - 66 очков (35+31) - 1986 Владимир Ружичка (Литвинов) - 73 очка (41+32) - 1987 Давид Волек (Спарта Прага) - 52 очка (27+25) - 1988 Иржи Лала (Ческе-Будеёвице) - 68 очков (30+38) - 1989 Владимир Ружичка (Дукла Тренчин) - 84 очка (46+38) - 1990 Роберт Райхел (Литвинов) - 83 очка (49+34) - 1991 Радек Тёупал (Дукла Тренчин) - 82 очка (22+60) - 1992 Жигмунд Палффи (Дукла Тренчин) - 74 очка (41+33) - 1993 Жигмунд Палффи (Дукла Тренчин) - 79 очков (38+41) |

## Лучшие снайперы
В сезонах, в которых был проведён плей-офф, лучший снайпер определялся по итогам регулярного чемпионата
| - 1937 Йозеф Малечек (ЛТЦ Прага) - 16 шайб - 1938 Майк Букна (ЛТЦ Прага) - 14 шайб - 1946 Владимир Кобранов (ЧЛТК Прага) - 10 шайб - 1947 Владимир Забродски (ЛТЦ Прага) - 17 шайб - 1948 Владимир Кобранов (ЧЛТК Прага) - 20 шайб - 1949 Владимир Забродски (ЛТЦ Прага) - 19 шайб - 1950 Аугустин Бубник (АТК Прага) - 26 шайб - 1951 Ченек Пиха (Ческе-Будеёвице) - 24 шайбы - 1952 Олдржих Сеймл (Витковице), Мирослав Клуц (Хомутов) - по 23 шайбы - 1953 Мирослав Клуц (Хомутов) - 33 шайбы - 1954 Владимир Забродски (Спартак-Соколово Прага) - 30 шайб - 1955 Мирослав Клуц (Хомутов) - 25 шайб - 1956 Мирослав Клуц (Хомутов) - 26 шайб - 1957 Владимир Забродски (Спартак-Соколово Прага) - 33 шайбы - 1958 Вацлав Пантучек (Руда гвезда Брно) - 27 шайб - 1959 Владимир Забродски (Спартак-Соколово Прага) - 23 шайбы | - 1960 Ян Старши (Слован Братислава) - 28 шайб - 1961 Вацлав Пантучек (Руда гвезда Брно), Йозеф Голонка (Слован Братислава) - по 36 шайб - 1962 Йозеф Виммер (Польди Кладно) - 38 шайб - 1963 Ярослав Вольф (Польди Кладно) - 28 шайб - 1964 Йозеф Черны (ЗКЛ Брно) - 45 шайб - 1965 Зденек Шпачек (Тесла Пардубице) - 33 шайбы - 1966 Ян Клапач (Дукла Йиглава) - 41 шайба - 1967 Вацлав Недомански (Слован Братислава) - 40 шайб - 1968 Ян Гавел (Спарта Прага) - 38 шайб - 1969 Ярослав Иржик (ЗКЛ Брно) - 36 шайб - 1970 Йозеф Черны (ЗКЛ Брно) - 32 шайбы - 1971 Ян Гавел (Спарта Прага) - 32 шайбы - 1972 Вацлав Недомански (Слован Братислава) - 35 шайб - 1973 Милан Новы (Дукла Йиглава) - 39 шайб - 1974 Вацлав Недомански (Слован Братислава) - 46 шайб - 1975 Милан Новы (Польди Кладно) - 44 шайбы - 1976 Милан Новы (Польди Кладно) - 32 шайбы | - 1977 Милан Новы (Польди Кладно) - 59 шайб - 1978 Ярослав Поузар (Ческе-Будеёвице) - 42 шайбы - 1979 Владимир Мартинец (Тесла Пардубице) - 42 шайбы - 1980 Винцент Лукач (ВСЖ Кошице) - 43 шайбы - 1981 Иржи Лала (Дукла Йиглава) - 40 шайб - 1982 Игор Либа (ВСЖ Кошице) - 35 шайб - 1983 Винцент Лукач (ВСЖ Кошице) - 49 шайб - 1984 Владимир Ружичка (Литвинов) - 31 шайба - 1985 Владимир Ружичка (Литвинов), Олдржих Валек (Дукла Йиглава) - по 38 шайб - 1986 Владимир Ружичка (Литвинов) - 41 шайба - 1987 Ян Яшко (Слован Братислава) - 33 шайбы - 1988 Владимир Ружичка (Дукла Тренчин) - 38 шайб - 1989 Владимир Ружичка (Дукла Тренчин) - 46 шайб - 1990 Роберт Райхел (Литвинов) - 49 шайб - 1991 Ладислав Лубина (Тесла Пардубице) - 41 шайба - 1992 Жигмунд Палффи (Дукла Тренчин) - 41 шайба - 1993 Ян Чалоун (Литвинов) - 44 шайбы |

## См.также
- Чешская экстралига
- Словацкая экстралига